# Ферретто, Джузеппе Антонио
Джузеппе Антонио Ферретто (англ. Giuseppe Antonio Ferretto; 9 марта 1899, Рим, королевство Италия — 17 марта 1973, там же) — итальянский куриальный кардинал. Титулярный архиепископ Сардики с 14 декабря 1958 по 16 января 1961. Секретарь Священной Коллегии кардиналов с 20 января 1959 по 16 января 1961. Великий пенитенциарий с 7 апреля 1967 по 1 марта 1973. Камерленго Священной Коллегии кардиналов с 26 июня 1967 по 28 апреля 1969. Кардинал-священник с 16 января 1961, с титулом церкви Санта-Кроче-ин-Джерусалемме с 19 января по 26 марта 1961. Кардинал-епископ Сабины и Поджо-Миртето с 26 марта 1961.